# Eras (tipografía)
 Eras, también conocida como Eras ITC, es una tipografía sans-serif humanista diseñada por Albert Boton (París, 17 de abril de 1932) y Albert Hollenstein (Lucerne, 1930 – 1974), y publicada por la diseñadora de tipos International Typeface Corporation (ITC) en 1976. Eras está distribuida bajo la licencia de la diseñadora de tipos Linotype. 
Una característica distintiva de Eras es por su leve inclinación de 3 grados hacia la derecha. Eras sigue la normativa de la ITC de aumentar la altura x en todos los pesos desde el ligero hasta ultra negrita. Debido a que todos los pesos están inclinados ligeramente, la fuente no incluye cursivas. Eras también se distingue por sus curvas abiertas en los glifos a, P, R, 6 y 9. La letra W cambia de una forma de 'doble V' en las variantes más ligeras a la forma W estándar en las variantes más negras. 
La tipografía ha sido ampliamente utilizada por Telecom Italia Mobile como tipografía corporativa. TIM dejó de usar la fuente en 2016. También se utilizó en el logotipo oficial de la Copa Mundial de la FIFA 1998, en los créditos finales de la película Caddyshack y en los videojuegos Tekken Tag Tournament, Jet Ion GP y Championship Manager 01/02 . La American Broadcasting Company (ABC) utilizó la fuente en sus gráficos promocionales durante la primera mitad de la década de 1980. Se puede ver una versión modificada de la fuente en la portada del álbum de 1981 No Sleep 'til Hammersmith de la banda de rock británica Motorhead. 
Cuatro pesos en TrueType de esta fuente (Light (ligero), Medium (mediano), Demi (seminegrita) y Bold (negrita)) se incluyen en algunas versiones de Microsoft Word, aunque no en el sistema operativo Microsoft Windows .